# Michaił Gribow
Michaił Wasiljewicz Gribow (ros. Михаил Васильевич Грибов, ur. 1905 w Iwanowie, zm. 24 lipca 1992 w Moskwie) – funkcjonariusz radzieckich organów bezpieczeństwa, generał major, zastępca ludowego komisarza bezpieczeństwa państwowego ZSRR (1941), ludowy komisarz spraw wewnętrznych/bezpieczeństwa państwowego Mordwińskiej ASRR (1941-1945).

## Życiorys
1920 ukończył 7-letnią szkołę w Iwanowie, od marca 1925 pracował w fabryce w tym mieście, od 1926 w WKP(b). Od grudnia 1926 do września 1927 sekretarz komitetu Komsomołu w fabryce, 1927-1928 uczeń technikum chemiczno-barwnikowego, od września 1938 do listopada 1930 chemik, pomocnik majstra i majster w fabryce, od grudnia 1930 do grudnia 1932 odbywał służbę w Armii Czerwonej, od stycznia 1933 do stycznia 1936 ponownie chemik w fabryce. Od lutego 1936 do marca 1938 studiował w Iwanowskim Instytucie Chemiczno-Technologicznym, od kwietnia do listopada 1938 organizator odpowiedzialny Wydziału Zarządzania Organami Partyjnymi KC WKP(b), od 10 listopada 1938 do 25 lutego 1941 zastępca szefa Wydziału Kadr NKWD ZSRR w stopniu kapitana bezpieczeństwa państwowego. Od 25 lutego do 30 lipca 1941 zastępca ministra bezpieczeństwa państwowego ZSRR ds. kadr, 2 kwietnia 1941 mianowany majorem, a 12 lipca 1941 starszym majorem bezpieczeństwa państwowego. Od 5 września 1941 do 7 maja 1943 ludowy komisarz spraw wewnętrznych Mordwińskiej ASRR, od 14 lutego 1943 komisarz bezpieczeństwa państwowego, od 7 maja 1943 do 13 września 1945 ludowy komisarz bezpieczeństwa państwowego Mordwińskiej ASRR, od 9 lipca 1945 generał major. Od 13 września 1945 do 19 lipca 1952 szef Wydziału "W" NKGB/MGB ZSRR, od 25 listopada 1952 do marca 1953 szef Laboratorium nr 11 Wydziału Techniki Operacyjnej MGB ZSRR, od marca 1953 do 8 marca 1956 szef Laboratorium nr 11 Wydziału V Specjalnego MWD/KGB, od marca 1956 do maja 1958 zastępca szefa Zarządu KGB w obwodzie czkałowskim/orenburskim.

## Odznaczenia
- Order Czerwonej Gwiazdy (dwukrotnie - 20 września 1943 i 25 czerwca 1954)
- Order „Znak Honoru” (26 kwietnia 1940)
- Odznaka "Zasłużony Funkcjonariusz NKWD" (4 lutego 1942)

I 4 medale.